# Florence LaRue
Florence LaRue (Plainfield, Nova Jersey, 4 de febrer de 1944) és una cantant i actriu nord-americana, més coneguda com a membre original de The 5th Dimension.

## Primers anys
LaRue va néixer a Plainfield, Nova Jersey, Estats Units, però de jove es va traslladar a Glenside, Pennsilvània. Va començar la seva educació musical estudiant dansa i violí. La seva família es va traslladar a Los Angeles, Califòrnia, on va obtenir el títol d'associada en música del Los Angeles City College. Més tard, va rebre una Bachelor of Arts en educació elemental per la Universitat Estatal de Califòrnia.

## Treball amb 5th Dimension

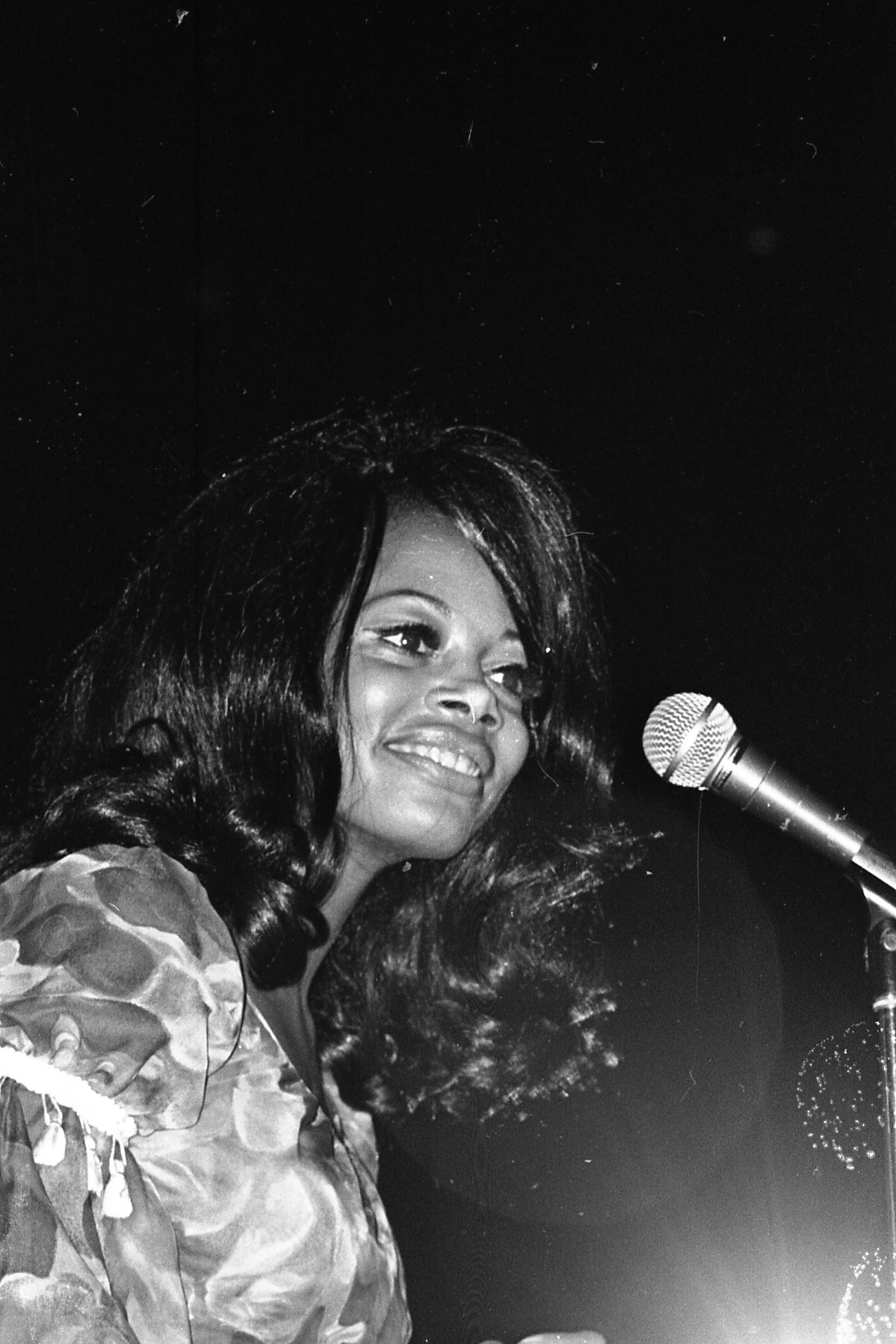
LaRue actuant a la Eastern Michigan University el 1970.

El 1966, Lamonte McLemore i Marilyn McCoo van acostar-se a LaRue per unir-se al grup recentment format The 5th Dimension. LaRue gairebé sempre cantava el paper femení en una cançó per àlbum, amb McCoo també al capdavant d'una cançó; en cas contrari, va cantar les parts de la veu alta junt amb la soprano de McCoo, apareixent de manera destacada a Stoned Soul Picnic, o va compartir el protagonisme amb McCoo en cançons com "Blowing Away", "Puppet Man", "Save the Country" i "Sweet Blindness". Després de la sortida de McCoo, LaRue va ser cantant de cançons d'èxit com "Love Hangover" (1976). Com a membre de la 5a dimensió, LaRue va rebre sis premis Grammy, inclòs el premi Grammy al disc de l'any per "Up, Up and Away" (1968) i "Aquarius / Let the Sunshine In" (1969).

## Trajectòria d'actuació i teatre
Va aparèixer a la pel·lícula de la CBS de la setmana Happy amb Dom DeLuise. També va actuar a la gira nacional del musical guanyador del premi Tony de Broadway, Ain't Misbehavin, i va protagonitzar les produccions de Mo 'Magic de Toronto i Calgary.
LaRue va ser co-amfitriona de l'Arthritis Telethon amb Jane Wyman, va jutjar dos segments de Puttin 'on the Hits, va aparèixer com a convidada de celebritats a Star Search i va ser una convidada especial en nombrosos programes de televisió, incloses diverses aparicions a The Dale Evans Show, The Today Show, The Carol Lawrence Show i molts altres programes cristians i laics.

## Trajectòria de cantant actual

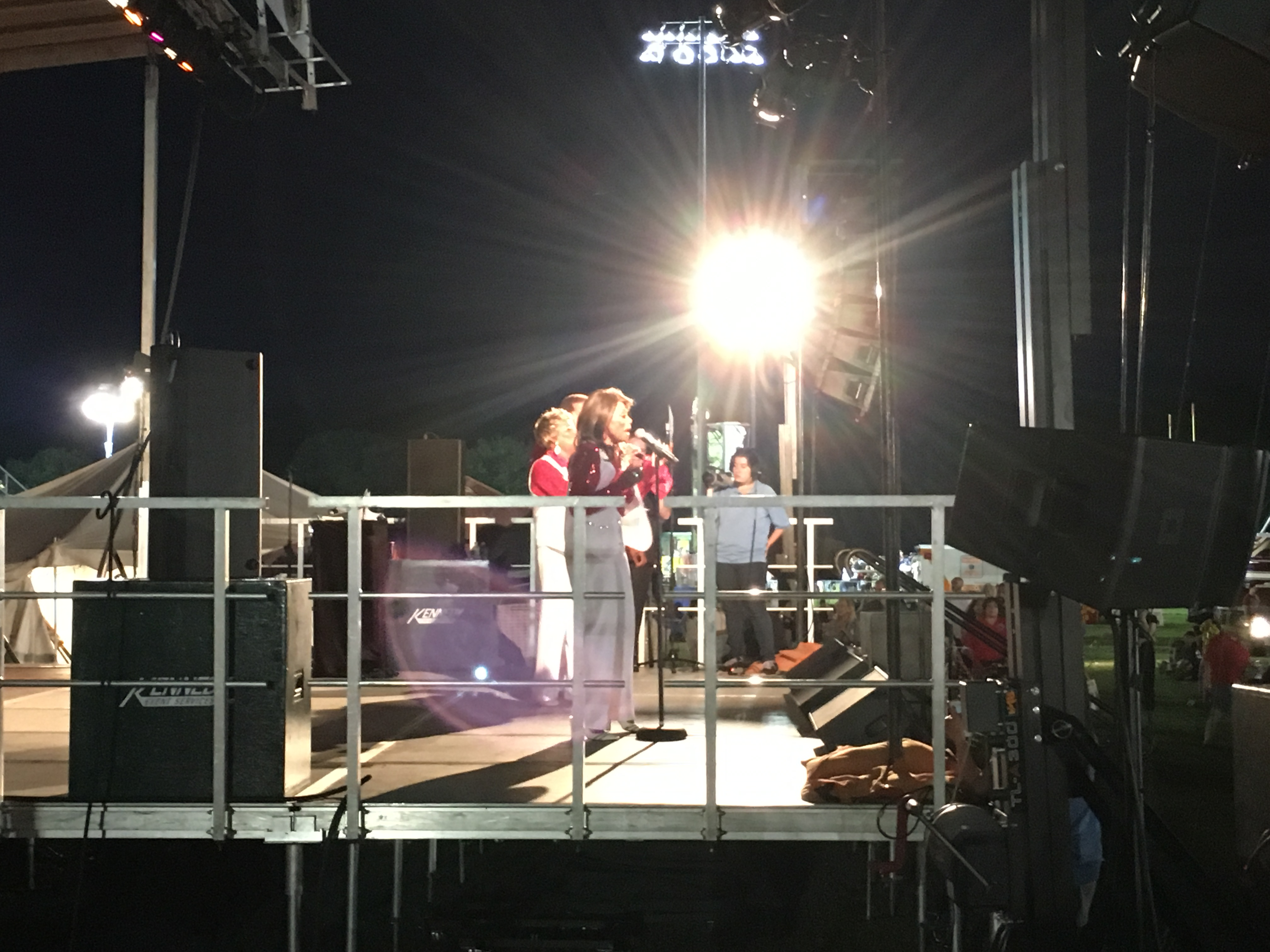
LaRue cantant com a protagonista en una actuació del 2018 de Florence LaRue i la 5th Dimension a Manalapan, Nova Jersey.

A l'abril de 2009, el grup estava de gira com "Florence LaRue & The Fifth Dimension" dirigit per LaRue amb Willie Williams, Leonard Tucker, Patrice Morris i Floyd Smith. Està casada amb Laurence P. Kantor. Anteriorment estava casada amb Errol Aubry, Marc Gordon i Bennett Curland, tenint un fill del seu matrimoni amb l'exdirector Gordon.
El juny de 2016, LaRue i el grup van actuar a The Villages, Florida, pocs dies després del tiroteig de la discoteca d'Orlando. LaRue va aprofitar per compartir els seus pensaments sobre els fets: "No ens terroritzarà. Sabem el que està passant al món, però aquesta és una cançó sobre bona salut, amor, pau i felicitat. Encara creiem en aquestes coses avui en dia, "va declarar abans d'interpretar un dels singles d'èxit de la banda,"Aquarius/Let the Sunshine In".